# Google Hotpot

Logo von Google Places und verwandten Diensten

Google Hotpot war ein Online-Bewertungsportal von Google Inc., das im November 2010 in den USA gestartet wurde und seit Februar 2011 auch in anderen Ländern genutzt werden konnte. Hotpot wurde in Google Places integriert, der Datenbestand stammte aus Google Maps.

## Geschichte
Google Hotpot wurde am 16. November 2010 als Beta-Version freigeschaltet. Der Dienst ergänzte bzw. erweiterte Google Places, das bisher die Bewertungen dritter Portale wie Yelp oder Qype aggregiert hatte. Anschließend wurden sie mit den Hotpot-Daten vermischt, wobei Letztere bevorzugt dargestellt wurden.
Experten beurteilten Google Hotpot als wichtigen Schritt von Google, im Bereich standortbezogene Dienste stärker Fuß zu fassen. Nur zwei Monate nach der Einführung kündigte Marissa Mayer auf der Digital Life Design in München an, den Dienst bald auch außerhalb der USA verfügbar zu machen. Die Ankündigung wurde am 2. Februar 2011 im deutschsprachigen Raum umgesetzt.
Im April 2011 kündigte Google an, Hotpot nicht mehr als eigenständigen Dienst weiterzuführen. Die Funktionen des Angebots wurden vollständig in Google Places integriert. Als Grund für die Einstellung wurde der Erfolg des Dienstes genannt.

## Funktionen
Google Hotpot beinhaltete mit Einführung bereits Informationen über den Standort von 50 Millionen Geschäften sowie Bildungs- und Freizeiteinrichtungen, beispielsweise Museen. Der Dienst bietet die Möglichkeit, für jede dieser sogenannten Locations eine Bewertung in Form von Sternen sowie einen Kommentar zu erfassen. Außerdem ist es möglich, zehn Favoriten zu speichern, die als unschlagbar beurteilt werden.
Für die aktive Nutzung von Hotpot ist ein Google-Konto Voraussetzung. Bei der Suche nach Einrichtungen in der Nähe bezieht ein Algorithmus die Hotpot-Daten von Freunden ein, sodass nach Aussage der Entwickler bessere Empfehlungen erscheinen. Google Hotpot unterstützt 38 Sprachen und kann sowohl im Webbrowser als auch in den iOS- und Android-Programmen von Google Maps verwendet werden.